# Bouillé-Loretz
Bouillé-Loretz – miejscowość i dawna gmina we Francji, w regionie Nowa Akwitania, w departamencie Deux-Sèvres. W 2016 roku populacja ówczesnej gminy wynosiła 1059 mieszkańców. 
W dniu 1 stycznia 2019 roku z połączenia dwóch ówczesnych gmin – Argenton-l'Église oraz Bouillé-Loretz – powstała nowa gmina Loretz-d'Argenton. Siedzibą gminy została miejscowość Argenton-l'Église. 